# Together Forever
Together Forever ist ein Lied von Rick Astley aus dem Jahr 1987. Es erschien am 16. November 1987 auf dem Album Whenever You Need Somebody und wurde aus diesem am 15. Februar 1988 als vierte Single ausgekoppelt.

## Entstehung und Inhalt
Der Song wurde vom Produzententeam Stock Aitken Waterman geschrieben und produziert. Im Songtext verspricht der Protagonist der angesprochenen Person immerwährende Treue. Der Song erschien am 15. Februar 1988 als Single bei RCA Records. Die B-Seite war I’ll Never Set You Free.

## Musikvideo
Im Musikvideo tanzt Astley mit einer jungen Frau und singt den Song vor einem beständig die Farbe wechselnden Hintergrund. Es wurde bei YouTube über 127 Millionen Mal abgerufen (Stand: Juni 2021).

## Rezeption

### Charts und Chartplatzierungen
Together Forever erreichte Platz eins der Billboard Hot 100 im Jahr 1988 und wurde nach Never Gonna Give You Up Rick Astleys zweiter US-Nummer-eins-Hit. In Deutschland erreichte die Single Platz fünf der Charts.
| ChartsChartplatzierungen       | Höchstplatzierung | Wochen |
| ------------------------------ | ----------------- | ------ |
| Deutschland (GfK)              | 5 (16 Wo.)        | 16     |
| Österreich (Ö3)                | 10 (12 Wo.)       | 12     |
| Schweiz (IFPI)                 | 14 (8 Wo.)        | 8      |
| Vereinigtes Königreich (OCC)   | 2 (9 Wo.)         | 9      |
| Vereinigte Staaten (Billboard) | 1 (18 Wo.)        | 18     |

### Auszeichnungen für Musikverkäufe
| Land/Region | Auszeichnungen für Musikverkäufe (Land/Region, Auszeichnung, Verkäufe) | Verkäufe |
| ----------- | ---------------------------------------------------------------------- | -------- |
| Kanada (MC) | Gold                                                                   | 50.000   |
| Insgesamt   | 1× Gold ·                                                              | 50.000   |

## Coverversionen
2003 erschien eine Coverversion von DJ Lhasa, die in Italien ein Hit wurde. Weitere Coverversionen existieren unter anderem von Jennifer Bell, Herbert Verhaeghe (Wij tweeën hier samen), Hubertus von Garnier (Für immer und ewig), Jose Galisteo sowie Juliane, Jana, Florian, Patrick (Heut steigt unsere Party).